# Vegni
Vegni is een plaats (frazione) in de Italiaanse gemeente Carrega Ligure.